# Porto Trombetas
Porto Trombetas é um distrito brasileiro situado no município de Oriximiná, no estado do Pará. Trata-se de uma aglomeração urbana de grande relevância, ocupando a posição de segunda mais significativa no âmbito municipal. Desempenha um papel fundamental ao abrigar toda a infraestrutura destinada aos trabalhadores das minas do Saracá V, Saracá W e Bela Cruz. Sua função primordial consiste em servir como alojamento, porto de escoamento da produção, base de apoio e centro comercial.
O distrito não tem comunicação rodoviária com a sede municipal, apenas com o município de Terra Santa, concentrado suas comunicações com outras regiões do território somente por via fluvial e aérea. A única estrada que atravessa o distrito, é a que comunica este à mina do Saracá. A comunicação logística com a mina do Saracá também conta com a  Estrada de Ferro Trombetas.

## Histórico
O Projeto Porto Trombetas surgiu em 1974 com a missão de acomodar os trabalhadores que construíam a estrutura para mineração na Serra do Saracá. Com o término da construção da estrutura, em 1976, e a necessidade de acomodação dos funcionários que iriam operar a extração na mina, a vila provisória se tornou permanente.
Em 1999 a vila foi elevada a categoria de distrito. O distrito serve basicamente como acomodação aos trabalhadores da empresa Mineração Rio do Norte (MRN).

## Infra-estrutura
O distrito de Porto Trombetas, também chamado de Complexo Trombetas é uma company town, que é série de edificações e estruturas situadas no município de Oriximiná, que dão suporte a mineração na Serra do Saracá. 
Entre suas estruturas estão a usina de geração de energia e com sistemas de suprimento de água potável e de tratamento de esgoto. A vila residencial é constituída por aproximadamente mil casas e dormitórios para mais de 1,5 mil funcionários solteiros. A infra-estrutura também é composta por escolas até o ensino médio, um hospital com 32 leitos e serviços laboratoriais, clubes de lazer, cine-teatro, Casa da Memória (museu), centro comercial, aeroporto, igrejas e sistemas de comunicação.
Na área de administração do distrito há também a Reserva Biológica do Rio Trombetas e a Floresta Nacional de Saracá-Taquera.

### Transporte
Porto Trombetas pode ser acessada por via aérea através de voos regulares ligando a cidade aos aeroportos de Manaus, Santarém, Oriximiná e Juruti, operados pela Azul Linhas Aéreas.
A forma mais comum de acesso a Porto trombetas é a fluvial, o distrito e atendido por uma barcos e lanchas com destino as cidades próximas, com partida e chegada diárias.[carece de fontes?]
Utilizando a via terrestre só é possível chegar até uma cidade próxima Terra Santa, por meio da PA-441.[carece de fontes?]

Na tabela abaixo podemos ver as distâncias aproximadas e os tempos de deslocamento por avião ou barco até as principais cidades na região.